# Волен Парашкевов
Волен Парашкевов е български футболист, вратар.
Роден е на 10 юли 1972 година в гр. Ямбол. Висок е 190 см и тежи 85 кг. Играл е за Тунджа, Олимпик (Тетевен), Спартак (Плевен), Граничар и в Канада. В А група има 11 мача. Четвъртфиналист за купата на страната през 2001 г. със Спартак (Пл). Парашкевов е известен като „Кобрата“, поради неговата гъвкава фигура, светкавични рефлекси и силно присъствие на терена.

## Статистика по сезони
- Тунджа – 1992/93 – В група, 4 мача
- Тунджа – 1993/94 – В група, 11 мача
- Тунджа – 1994/95 – В група, 23 мача
- Тунджа – 1995/96 – В група, 27 мача
- Олимпик (Тет) – 1996/97 – Б група, 5 мача
- Олимпик (Тет) – 1997/98 – А група, 10 мача
- Олимпик (Тет) – 1998/99 – Б група, 8 мача
- Спартак (Пл) – 1999/00 – Б група, 12 мача
- Спартак (Пл) – 2000/ес. - Б група, 3 мача
- Спартак (Пл) – 2001/ес. - А група, 1 мач
- Граничар – 2002/пр. - Б група, 7 мача
- Канада – 2002/03 – Area 7fc - Канадска Трета Дивизия
- Канада – 2003/04 – Area 7fc - Канадска Трета Дивизия
- Канада – 2004/05 – Area 7fc - Канадска Трета Дивизия
- Канада – 2005/06 – Area 7fc- Канадска Трета Дивизия